# Marblehead Historic District
Als Marblehead Historic District ist seit 1984 das historische Stadtzentrum von Marblehead, Massachusetts im National Register of Historic Places mit dem Status eines Historic District eingetragen. Das 9,3 km² große Areal umfasst fast 1000 Gebäude, die zwischen dem 17. und 20. Jahrhundert errichtet wurden. Gut ein Fünftel der Häuser stammt aus der Zeit vor der Amerikanischen Revolution. Zu den bekanntesten Gebäuden innerhalb des Distrikts zählen das Fort Sewall, das Bradstreet-Brown House sowie das General John Glover House und das Jeremiah Lee Mansion, die beide als National Historic Landmark anerkannt sind.

## Beschreibung
Der historische Bezirk von Marblehead umfasst das alte Stadtzentrum mit 988 dicht bebauten Grundstücken in der Nähe des Hafengebiets. Hauptsächlich handelt es sich um freistehende Holzhäuser aus dem frühen 18. bis mittleren 19. Jahrhundert. Auch Geschäfts-, Kirchen- und öffentliche Gebäude aus dieser Zeit sind vertreten. Der Bezirk zeigt somit 250 Jahre Architekturgeschichte. Zwar gibt es 135 neuere Gebäude (jünger als 50 Jahre), diese fügen sich jedoch gut in das historische Gesamtbild ein. Marblehead liegt auf einer Halbinsel zwischen dem Salem- und dem Marblehead-Hafen. Das historische Zentrum befindet sich im Südosten rund um den Market Square, wo sich die Washington und Front Street entlang der Küste erstrecken. Die verwinkelten Gassen und das hügelige Gelände prägen das malerische Stadtbild, dominiert von Holzhäusern im georgianischen Stil mit variierenden Fundamenthöhen und Terrassengärten.
Der ursprüngliche Stadtkern lag im Nordosten, wurde aber in den 1720er-Jahren vom neuen Zentrum am Market Square abgelöst, wo sich auch das „Old Town House“ (1727–1728) befindet – eines der ältesten kontinuierlich genutzten öffentlichen Gebäude Neuenglands. In der Umgebung entstanden repräsentative georgianische Häuser, während in anderen Teilen des Bezirks vor allem Häuser von Seefahrern mit Satteldächern vorherrschen. Der georgianische Stil ist besonders stark vertreten und zeugt vom Wohlstand Marbleheads in der Zeit vor der Amerikanischen Revolution.
Ende des 17. Jahrhunderts war Marblehead eine etablierte Gemeinde mit etwa 125 Häusern. Die Wirtschaft basierte auf der Fischerei, und die Besiedlung konzentrierte sich auf den Nordosten der Halbinsel zwischen Gingerbread und Burial Hill. Von den Gebäuden aus dieser Zeit sind rund 15 erhalten, jedoch wurden viele im 18. und 19. Jahrhundert stark verändert, sodass ihr ursprüngliches Aussehen oft kaum noch erkennbar ist. Ein Beispiel für ein solches Gebäude ist das Waters-Bowen House am Market Square. Es stammt ursprünglich aus der Zeit vor 1700, wurde später aber im georgianischen Stil umgebaut. Zwei Häuser aus dem späten 17. Jahrhundert sind weitgehend im Originalzustand erhalten: Black Joe’s Tavern auf dem Gingerbread Hill und das Ambrose Gale House (um 1660) in der Franklin Street.
Die Mehrzahl der Bauten im historischen Distrikt stammt jedoch aus der georgianischen Epoche (1710–1785), einer Zeit wirtschaftlichen Aufschwungs durch Fischerei und Handel. In dieser Periode wurden ein neuer Hafen (1723) und ein neues Rathaus (1727) gebaut, die beide noch heute erhalten sind. Die Washington Street entwickelte sich als Hauptstraße mit Geschäften und herrschaftlichen Wohnhäusern. Zusätzliche Wohnbebauung entstand an Nebenstraßen wie Lee, Hooper, Mugford und Darling Street. Die Zahl der Häuser wuchs stark: von 125 im Jahr 1700 auf 450 im Jahr 1750 und etwa 700 bis 1790. Da viele dieser Gebäude bis heute gut erhalten sind, stellt das historische Zentrum von Marblehead eine außergewöhnlich dichte Ansammlung georgianischer Architektur aus dem 18. Jahrhundert dar. Besonders im Wohnbau zeigt sich der georgianische Stil in vielfältiger Form – von einfachen zweistöckigen Häusern bis hin zu aufwendig gestalteten dreistöckigen Gebäuden mit giebelgeschmückten Eingängen.

## Historische Bedeutung
Der historische Bezirk von Marblehead bewahrt in hohem Maße seine Ursprünglichkeit in Bezug auf Lage, Gestaltung, Umgebung, Materialien, Handwerkskunst und historische Bedeutung. Er stellt ein historisch und architektonisch einheitliches und charakteristisches Bauensemble dar, das das ursprüngliche Siedlungsgebiet sowie angrenzende, vor 1800 dicht bebaute Flächen umfasst. Besonders hervorzuheben sind die außergewöhnlich gut erhaltenen Straßenzüge und Gebäude aus der georgianischen Epoche (Wohn-, Geschäfts- und öffentliche Bauten), die diesen Bezirk zum am besten erhaltenen seiner Art im Bundesstaat Massachusetts machen.
Ergänzt wird dieses historische Bild durch eine begrenzte Anzahl älterer und jüngerer Gebäude, darunter mehrere besonders herausragende Beispiele, die bereits separat im National Register of Historic Places verzeichnet sind. Der Bezirk spiegelt die historische Entwicklung Marbleheads wider: von der ersten Besiedlung über die Blütezeit als bedeutender Fischerei- und Handelshafen im 18. und frühen 19. Jahrhundert bis hin zur Umwandlung in ein beliebtes Sommer-, Yacht- und Touristenziel ab dem späten 19. Jahrhundert. Zudem war Marblehead Heimat oder Geburtsort zahlreicher bedeutender Persönlichkeiten mit Einfluss auf die lokale, staatliche und nationale Geschichte.
Marblehead wurde 1629 gegründet und war – im Gegensatz zu religiös motivierten Siedlungen wie Plymouth oder Salem – eine kommerzielle Unternehmung der Merchant Adventurers. Geführt von Matthew Cradock, kamen Fischer, Handwerker und Bauleute aus Cornwall und den Kanalinseln auf die felsige Halbinsel mit ihrem geschützten Hafen – ideal für die Fischerei. Sie brachten ihre Traditionen, Dialekte und Bauweisen mit und bildeten eine unabhängige, nichtkonforme Gemeinschaft rund um den heutigen nördlichen Teil des Bezirks.
Nach zwei Jahrzehnten Konflikten mit Salem wurde Marblehead 1648 als eigenständige Stadt gegründet. Der wachsende Fischfang und die daraus resultierenden Gewinne zogen neue Siedler an, die 1676 gleichberechtigte Rechte vor Gericht erlangten. Mit wachsendem Wohlstand begann in den 1670er- und 1680er-Jahren ein bewusster Ausbau der Stadt: Das Versammlungshaus wurde zweimal erweitert (zuletzt 1678), 1675 entstand die erste Schule. Es wurden Vorschriften zur Qualitätssicherung des Fangs, zum Umweltschutz sowie zur Verkehrsregelung für Pferde und Hafen erlassen, und ein Stadtausrufer wurde eingeführt.
Die Fangzahlen – so wurden im 17. Jahrhundert 8,4 Millionen Pfund Fisch im Wert von 37.500 Pfund Sterling (heute ca. 6.973.000 Pfund bzw. 8.309.000 Euro) gefangen – machten Marblehead laut dem königlichen Kommissar Samuel Maverick zur „größten Fischereistadt Neuenglands“. Ab Mitte des 17. Jahrhunderts dehnte sich die Stadt über Little Harbor hinaus aus; im Süden und Westen wurden neue Häuser errichtet, während die Gegend um Orne-Beacon Street sowie Gingerbread und Burial Hills noch heute viele Merkmale der frühen Besiedlung zeigt. Bedeutende Bauten aus dieser Zeit sind unter anderem das Ambrose Gale House (ca. 1685) und Black Joe’s Tavern. Das Haus von Ambrose Gale – Fischer, Gipskaufmann und Großgrundbesitzer – ist ein gut erhaltenes Giebelhaus und gehörte einem der einflussreichsten frühen Bürger Marbleheads, der zwischen 1656 und 1682 mehrfach als Stadtrat tätig war.
Zum Ende des 17. Jahrhunderts geriet Marblehead durch politische Umwälzungen und Handelsbeschränkungen in eine Krise. Ab 1710 erholte sich die Stadt jedoch und erlebte bis 1785 ihre Blütezeit als bedeutender Fischerei- und Handelshafen. In dieser Zeit entstanden viele georgianische Wohn- und öffentliche Gebäude, die das Stadtbild bis heute prägen. Das Stadtzentrum verlagerte sich zum Great Harbor, wo neue repräsentative Bauten wie Kirche, Rathaus und Hafen entstanden. Trotz wachsender sozialer Unterschiede blieb die Gemeinschaft eng verbunden. Die Zahl der Häuser verdoppelte sich zwischen 1750 und 1790.
Trotz britischer Zölle und Repressalien florierte der Seehandel Marbleheads weiterhin, unterstützt durch Schmuggel und das Können der Seeleute. Viele Einwohner engagierten sich im Unabhängigkeitskrieg – etwa als Freibeuter oder durch politische Führungspersönlichkeiten wie Elbridge Gerry und General John Glover. Der Krieg forderte jedoch hohe Verluste: Hunderte Witwen und Waisen blieben zurück. Nach dem Krieg erholte sich Marblehead wirtschaftlich durch die Fischerei; die Flotte galt immer noch als die beste in Neuengland. Neue Institutionen wie eine Bank und Kirche entstanden, die Bevölkerungszahl wuchs aber kaum – so blieb das georgianische Stadtbild weitgehend erhalten.
Nach dem Embargo des Kriegs von 1812 wandelte sich Marbleheads Wirtschaft: Die Fischerei wurde saisonal, die Schuhproduktion wurde zum Hauptwirtschaftszweig. Bereits in den 1820er Jahren wurden jährlich über eine Million Paar Schuhe hergestellt. Dennoch blieb die Seefahrt bedeutend. Ab Ende des 19. Jahrhunderts wurde Marblehead ein beliebter Sommer- und Yachtingort, was zum Bau repräsentativer Villen führte. Die Altstadt blieb weitgehend unberührt; bedeutendstes Bauwerk dieser Zeit ist Abbott Hall mit dem berühmten Gemälde „The Spirit of ’76“. Dank lokaler Identität, schwieriger Topografie und wachsendem Denkmalschutz blieb der historische Charakter erhalten. Seit 1968 schützen lokale Denkmalzonen die Altstadt, dennoch bedrohen Tourismus und Bebauungsdruck das Erbe.